# Tadeusz Rydzyk
Tadeusz Rydzyk (* 3. května 1945, Olkusz) je kontroverzní římskokatolický kněz z Polska, redemptorista, mediální podnikatel, zakladatel a ředitel Radia Maryja. Přezdívá se mu Otec ředitel (Ojciec Dyrektor). Politicky je orientován národně-konzervativně.

## Životopis
Vyrostl v chudé rodině v polském Olkuszi. Vystudoval Vyšší duchovní redemptoristický seminář v Tuchowě a biblickou teologii na Akademii katolické teologie ve Varšavě. 1. února 1971 složil řeholní sliby a 20. června téhož roku byl vysvěcen na kněze. Pracoval jako katecheta v Toruni, ve Szczecinku a v Krakově.
V roce 1986 vycestoval na pět let do Německa, kde navázal kontakt s katolickým rádiem Radio Maria International v Balderschwangu. Stanice byla zrušena a její název změněn na Radio Horeb.
Po návratu do Polska v roce 1991 založil v Toruni Radio Maryja, ve kterém figuruje jako „jednočlenný vedoucí, výkonný a kontrolní orgán“. Rádio se stalo díky jeho manažerským schopnostem z malého nadšeneckého katolického projektu nejposlouchanější stanicí v zemi a to i přesto, že zdroj jeho příjmů rádia netvoří žádná reklama, ale zejména dary jeho posluchačů. Rydzyk zastává názor, že v Polsku má být tolik procent katolických médií, kolik je katolíků (reálně více než 80 %).

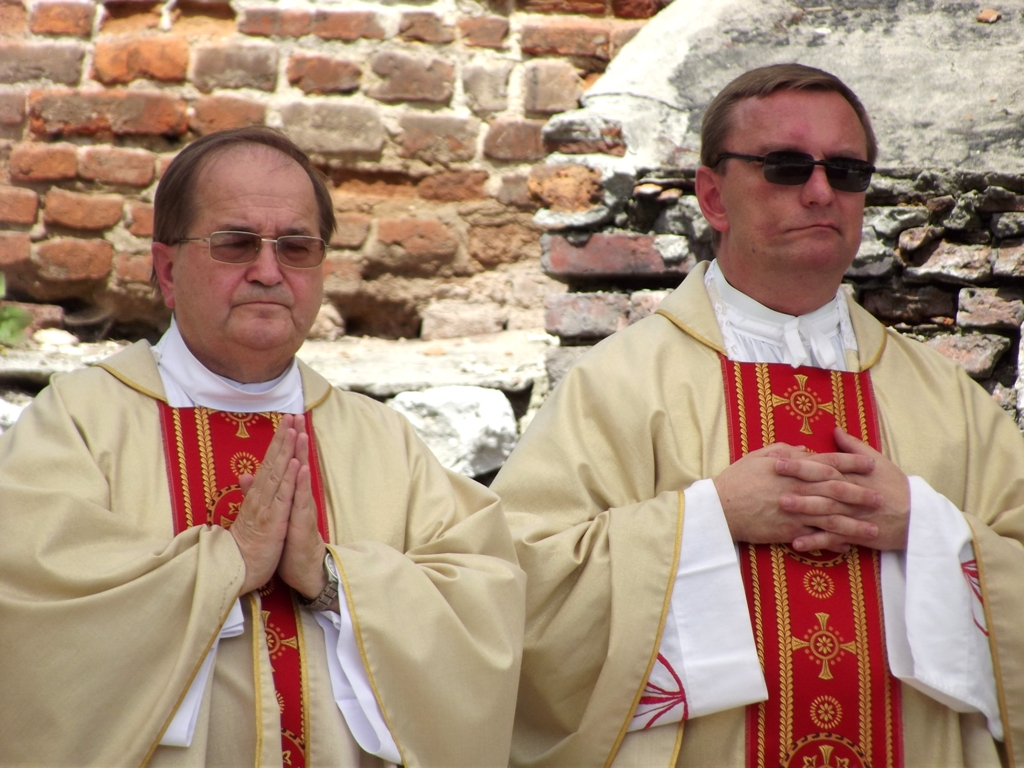
O. Tadeusz Rydzyk (vlevo)

## Názory a politika
Tadeusz Rydzyk vystupuje přívrženec hnutí pro-life. Požaduje zákaz interrupcí i v případě ohrožení života ženy. Tadeusz Rydzyk považuje judaismus za „povolání, ne náboženství“. Proti jeho aktivitám protestovala mj. americká židovská Liga proti hanobení (ADL), když tvrdila, že „Rádio Maryja živí teorie o židovském spiknutí“. 
V lednu 2008 se v polských sdělovacích prostředcích objevila zpráva, že Tadeusz Rydzyk má v úmyslu založit vlastní politickou stranu Národní strana (Partia Narodowa), která by měla být konkurencí k PiS. Na přípravných pracích se podíleli europoslanci za LPR, podle vlastních odhadů měli šanci získat ve volbách 1,5 milionu hlasů.

## Kontroverze

### Urážky první dámy
Skupinu žurnalistů, kteří se setkali u manželky prezidenta Marie Kaczynské, aby společně vyjádřili svůj nesouhlas se zpřísněním legislativy v oblasti interrupcí nazval "žumpou". "To, co se dnes stalo," řekl, "to je skandál. Jsou to přece veřejné osoby. Nebudeme říkat, že žumpa je parfumerie." Polský prezident bude požadovat omluvu.

### Audionahrávky přednášek
V červenci 2007 se objevila audionahrávka z přednášky na Vyšší škole sociální a mediální kultury v Toruni.
Rydzyk na ní nazval Marii Kaczynskou „čarodějnicí“ a řekl jí, že když podporuje eutanazii, tak at jí nejprve sama podstoupí. Na nahrávce ostře kritizuje i polského prezidenta Lecha Kaczynského za "podvody" na voličích a přílišné podléhání "židovské lobby". Domnívá se, že Židé hodlají stupňovat své nároky vůči Polákům: "Přijdou k vám a řeknou: dejte mi svou bundu! Stahujte i kalhoty!" O deníku Gazeta Wyborcza prohlásil, že šíří "nebezpečně talmudickou mentalitu".
V reakci na Rydzykovy výroky vystoupil v deníku The New York Times rabín Marvin Hier, ředitel losangeleského Centra Simona Wiesenthala a nazval Rydzyka "Goebbelsem v kolárku" upomínaje, že "toto již nelze tolerovat".

### Spor s Nadací Orchestru Velké sváteční pomoci
Charitativní Fundacja Wielkiej Orkiestry Świątecznej Pomocy se soudní cestou dožadovala potrestání nadace Lux Veritatis, v jejímž čele Rydzyk stojí. Rydzykova televize Trwam rozeslala v roce 2004 obyvatelům města Kostrzyn již dříve mnohokrát vysílaný film, ve kterém se mj. tvrdí, že součástí charitativní akce WOŚP jsou speciálně označené stany, ve kterých se distribuují drogy, šíří satanismus, nabízí alkohol nezletilým atp.
WOŚP požaduje, aby se Lux Veritatis omluvila a zaplatila symbolickou pokutu jeden tisíc zlotých na charitativní cíl. V první instanci uznal soud její požadavek za oprávněný.

### Podezření ze zpronevěry
Jako ředitel Radia Maryja byl Tadeusz Rydzyk spojován také s jednou z finančních afér v Polsku, která souvisí s podezřením ze zpronevěry peněz určených na charitu. V letech 1997-1998 vyhlásilo Radio Maryja velkou sbírku na záchranu gdaňských loděnic. Částka vybraná od posluchačů rádia přesahovala podle odhadů milion euro. Gdaňské loděnice neobdržely nic. Podle informací deníku Gazeta Wyborcza (via Netzeit) Rydzyk tyto peníze prospekuloval na burze. Případ je| v šetření polské státní prokuratury a ministerstva spravedlnosti.
Polská parlamentní opozice žádala vyjasnění případu. Celá situace byla dále komplikována podezřením z krácení daní, vystavování falešných dokladů o darech, a nelegálního obchodu s valutami. Obvinění ze zpronevěry se Rydzykovým oponentům nepodařilo prokázat.

## Mediální impérium
- Radio Maryja - rozhlasová stanice (vysílá od prosince 1991)
- TV Trwam - televizní stanice, vysílá od roku 2003, majitelem je vratislavská společnost Lux Veritatis, ředitelem Tadeusz Rydzyk
- Nasz Dziennik - noviny „Náš deník“, vychází od roku 1998, iniciátorem je Tadeusz Rydzyk, formálním majitelem je však varšavská společnost Spes s. r. o., podle různých odhadů prodej 60-100 tisíc výtisků
- Wyższa Szkoła Kultury Społecznej i Medialnej w Toruniu (Vyšší škola sociální a mediální kultury v Toruni) - Tadeusz Rydzyk zde v minulosti působil, studuje zde několik set lidí.